# Tesagrotis exculpatrix
Tesagrotis exculpatrix là một loài bướm đêm trong họ Noctuidae.